# 19521 Chaos
19521 Chaos is een kubewano, een Kuipergordelobject dat met geen enkele planeet in 'baancontact' is. Dat betekent dat de baan van Chaos buiten die van elke planeet ligt. Chaos werd in 1998 ontdekt door de Deep Ecliptic Survey met  de 4 meter-telescoop van Kitt Peak. Hij is genoemd naar de oertoestand van het bestaan in de Griekse mythologie, waaruit de eerste goden verschenen. Zijn albedo is 0,050,  waardoor hij, met zijn absolute magnitude van 4,8, een geschatte diameter van 600 kilometer heeft. 

## Baan
19521 Chaos heeft een omlooptijd van ongeveer 313 jaar. Zijn baan is langer, maar minder excentrisch dan de baan van Pluto. De baan van 19521 Chaos helt ongeveer 12° ten opzichte van de ecliptica. Zijn baan kruist - in tegenstelling tot die van Pluto - nooit de baan van Neptunus. De dichtst mogelijke nadering van Neptunus (MOID) 12,5 AE (1,87 miljard kilometer).